# 弗罗德·埃斯蒂尔
弗罗德·埃斯蒂尔（挪威語：Frode Estil，1972年5月31日—），挪威男子越野滑雪运动员。他曾代表挪威参加2002年和2006年冬季奥林匹克运动会越野滑雪比赛，共获得二枚金牌和二枚银牌。